# Großsteingrab Zedau
Das Großsteingrab Zedau war eine mögliche megalithische Grabanlage der jungsteinzeitlichen Tiefstichkeramikkultur bei Zedau, einem Ortsteil von Osterburg im Landkreis Stendal, Sachsen-Anhalt. Es wurde wohl spätestens im 19. Jahrhundert zerstört. Eine Beschreibung der Anlage liegt nicht vor, ihre mögliche Existenz ist nur durch die Bezeichnung „Hühnerbusch“ auf einem historischen Messtischblatt belegt.